# AgroGeneration
AgroGeneration — один з найкрупніших вертикально інтегрованих сільгосподарських виробників України (агрохолдинг). Згідно з даними рейтингу Forbes, у 2015 році компанія посіла 11-те місце серед агровиробників України. Загальний обсяг земельного банку становить близько 120 000 га орних земель.
Компанія AgroGeneration є членом Асоціації «Український клуб аграрного бізнесу» та «Української аграрної конфедерації».

## Історія[3]
Компанію AgroGeneration засновано у 2007 році.
- 2008 рік — створено перші господарства загальною площею близько 13,000 га у Тернопільській та Житомирській областях.
- 2009 рік — придбано третє господарство у Сумській області.
- 2010 рік — придбання компанії, що контролювала 30,000 гектарів у Львівській, Тернопільській та Житомирській областях. Розміщення акцій компанії на альтернативному майданчику Alternext фондової біржі NYSE Euronext у Парижі[4].
- 2011 рік — підписання партнерської угоди з ЄБРР та залучення банківського фінансування у розмірі 10 мільйонів доларів. Залучення інвестиційного капіталу на суму 12.7 мільйонів євро від інституціональних та публічних інвесторів[5].
- 2013 рік — підписання угоди про злиття з компанією Harmelia (більш ніж 70,000 гектарів орних земель у Харківській області;була заснована на початку 2010 року інвестиційним фондом Southeast European Fund IV (SBF IV), який знаходиться під управлінням компанії SigmaBleyzer, що є одним з найбільших та найуспішніших приватних інвесторів у Східній Європі). Після злиття AgroGeneretion стала п'ятим найбільшим виробником товарного зерна на ринку України[6].
- 2015 рік — компанія завершила реструктуризацію боргу через випуск субординованих облігацій OSRANE, торгівля якими на відкритому ринку розпочалася 31 березня 2015 року. Завдяки успішній фінансовій реструктуризації було істотно збільшено власний капітал та знижено заборгованість Групи.

## Керівництво
Президент компанії AgroGeneration — Джон Шморгун.

## Структура
Землі компанії розташовані у п'яти регіонах України — Харківській, Львівській, Сумській, Житомирській та Тернопільській областях. Загальна площа орних земель становить близько 120000 га.

## Діяльність
Головним напрямком діяльності компанії AgroGeneration є виробництво зернових та олійних культур.

## Сайт компанії AgroGeneration
Офіційний сайт компанії [Архівовано 7 червня 2016 у Wayback Machine.]